# Sensorisk hyperreaktivitet
Sensorisk hyperreaktivitet (SHR). doftöverkänslighet eller kemikalieöverkänslighet är ett tillstånd där luftvägarnas och ögonens slemhinnor lätt reagerar på doftämnen eller andra kemiska ämnen. Det är inte ovanligt att personer med astma också utvecklar sensorisk hyperreaktivitet. Sensoriska hyperreaktivitet upplevs som obehaglig, ibland mycket liknande ett astmanfall, men till skillnad från vid astmans bronkiella hyperreaktivitet drar luftrören inte ihop sig och tillståndet är inte farlig. Enligt en forskargrupp vid Sahlgrenska i Göteborg kan mer än sex procent av befolkningen diagnostiseras som sensoriskt hyperreaktiva. För att få diagnosen SHR krävs ofta men inte alltid ett positivt capsaicin-test.[källa behövs]
Det som skiljer doftöverkänslighet från astma är att orsakerna till reaktionen inte är desamma. Immunförsvaret är här inte inblandat, och luftvägarna täpps inte till som vid astma. Doftöverkänsligheten beror på reaktion och överretbarhet i sensoriska nerver i luftvägar och ögon, det så kallade kemestetiska sinnet, och har inte med luktsinnet att göra. Det kan beskrivas som att det är som en överkänslighet hos vissa nerver i luftvägarna.
Det är framförallt kvinnor som drabbas av SHR.

## Symtom
Sensorisk hyperreaktivitet förväxlas ofta med astma och allergi, då symtomen är likartade. Vanliga symtom är:

- tungt att andas
- svårt att få luft
- tryck/värk i bröstet
- hosta
- slembildning
- huvudvärk
- yrsel
- trötthet
- svettningar
- näsirritation, nästäppa och snuva
- ögonirritation, klåda och rodnad
- halsirritation, heshet och klåda
- illamående
- magbesvär
- metallsmak i munnen
- domningar och stickanden i mun, läppar och tunga
- svårt med minnet när anfallet pågår
- flera dagars trötthet efter en attack

## Utlösande faktorer
Utlösande faktorer är låga nivåer av kemikalier såsom:

- parfym
- kosmetika
- kyla
- ansträngning
- blomdoft
- tobaksrök
- luftföroreningar
- avgaser
- trycksvärta
- målarfärg
- matos
- mögel
- sjuka hus
- sköljmedel
- tvättmedel
- plast
- hudlotion
- duschcreme
- roll on
- hårsprej
- hårskum
- rökelse
- pälskvalster
- damm
- städprodukter

## Diagnosticering
De flesta patienter genomgår spirometri och pricktest på grund av de astma- och allergiliknande symtomen. Ibland görs även ett metakolintest som visar om luftrören drar ihop sig när ämnet metakolin andas in. Ett positivt metakolintest talar för bakomliggande astma. Vid SHR är astma- och allergiutredningen oftast helt normal.
Det finns inget specifikt test för parfym- eller rökallergi. Har man astmaliknande besvär när man utsätts för dessa rör det sig troligtvis om en ospecifik överretbarhet i slemhinnorna. Diagnosen sensorisk hyperreaktivitet kräver ett positivt, det vill säga onormal reaktion på, inandningstest av capsaicin.

## Behandling
Det finns idag ingen känd behandling för patienter med sensorisk hyperreaktivitet. Patienter råds att hålla sig undan utlösande faktorer. Du blir också hänvisad till omgivningens hänsyn och förståelse när det gäller att avstå från parfymerade produkter. Det finns en metod idag som kallas Lotorpsmetoden, en fysikalisk andningsterapi som syftar till att öka bröstkorgens rörlighet och därigenom minska besvär.

## Orsaker
Orsakerna varför en del får sensorisk hyperreaktivitet SHR är lite oklara.
Många har en personlig övertygelse om orsakssamband; kanske var det någon i ens närhet som rökte pipa eller cigaretter när man var liten eller att man har jobbat i en kemikaliefabrik. Detta meddelade 2019 Eva Millqvist, som forskar inom området vid Sahlgrenska.
Vissa säger att det började med en lång förkylning, men många vet inte varför. I dag lever vi i en värd full av kemikalier som vi inte märker av.
70 procent av dem som drabbas av SHR är kvinnor, och problemet finns i alla åldrar. Varför det är så många kvinnor som lider av det här är osäkert. Vissa gissar på att hormoner spelar in, men det kan också vara genetiska faktorer.
Eva Millqvist var rädd att det här ska klassificeras som ett psykiskt problem, vilket ofta händer inom sjukvården. Beteendeterapi som behandling för SHR trodde inte Eva Millqvist på.